# لمن تشرق الشمس (فلم 1958)
لمن تشرق الشمس هو فيلمٌ لبنانيٌ أُنتج عام 1958.
هو أول فيلم لبناني يصور تحت الماء، كما أنه آخر أفلام نور الهدى.

## وصلات خارجية
- مقالات تستعمل روابط فنية بلا صلة مع ويكي بيانات
- لمن تشرق الشمس على الدهليز
- لمن تشرق الشمس على كاروهات